# Ask.com
Ask.com (originalmente conhecido como Ask Jeeves) é um e-business com foco em respostas a perguntas, fundado em 1996 por Garrett Gruener e David Warthen em Berkeley, Califórnia.
O software original foi implementado por Gary Chevsky, a partir de seu próprio projeto. Warthen, Chevsky, Justin Grant e outros criaram o primeiro site AskJeeves.com em torno desse mecanismo principal. Em 2006, o nome "Jeeves" foi abandonado e eles voltaram a se concentrar no mecanismo de busca, que tinha seu próprio algoritmo. No final de 2010, enfrentando competição insuperável de mecanismos de busca mais populares como o Google, a empresa terceirizou sua tecnologia de busca online e voltou às suas raízes como um site de perguntas e respostas. Douglas Leeds foi elevado de presidente a CEO em 2010.
O Ask.com foi criticado por sua barra de ferramentas do navegador, que foi acusada de se comportar como malware devido ao seu bundleware e à dificuldade de desinstalação.
Três firmas de capital de risco, Highland Capital Partners, Institutional Venture Partners e The RODA Group foram os primeiros investidores. Ask.com é atualmente propriedade de InterActiveCorp (IAC), sob o símbolo NASDAQ: IAC e sua sede corporativa estão localizadas no 555 City Center, Oakland City Center, no centro de Oakland, Califórnia.

## História
Ask.com era originalmente conhecido como Ask Jeeves, com "Jeeves" sendo o nome de um "cavalheiro pessoal", ou criado, que busca respostas para qualquer pergunta feita. O nome do personagem é uma homenagem ao personagem de Bertie Wooster, Jeeves, nas obras de ficção de P. G. Wodehouse.
A ideia original por trás do Ask Jeeves era permitir que os usuários obtivessem respostas a perguntas feitas na linguagem natural do dia-a-dia, bem como pela busca tradicional de palavras-chave. O Ask.com atual ainda oferece suporte para isso, com suporte para questões de matemática, dicionário e conversão.
Ask Jeeves foi lançado em beta em meados de abril de 1997 e totalmente lançado em 1 de junho de 1997.
Em 18 de setembro de 2001, o Ask Jeeves adquiriu a Teoma por mais de 1,5 milhão de dólares.
Em julho de 2005, o Ask Jeeves foi adquirido pelo IAC.
Em fevereiro de 2006, Jeeves foi removido do Ask Jeeves e o mecanismo de busca foi renomeado para Ask.
Em 16 de maio de 2006, o Ask implementou uma "Visualização do site de binóculos" em seus resultados de pesquisa. Nas páginas de resultados de pesquisa, os "Binóculos" permitem que os pesquisadores tenham uma prévia da página que poderiam visitar com um mouse, ativando uma captura de tela pop-up.
Em 5 de junho de 2007, o Ask.com foi relançado com uma aparência 3D.
Em dezembro de 2007, o Ask lançou o recurso AskEraser, permitindo que os usuários optassem pelo rastreamento de consultas de pesquisa e valores de IP e cookies. Eles também prometeram apagar esses dados após dezoito meses se a opção AskEraser não fosse definida. Os cookies HTTP devem ser habilitados para que o AskEraser funcione.
Em 4 de julho de 2008, o Ask adquiriu a Lexico Publishing Group, proprietária do Dictionary.com, Thesaurus.com e Reference.com.
Em agosto de 2008, o Ask lançou o mecanismo de busca Ask Kids projetado para crianças.
Em 26 de julho de 2010, o Ask.com lançou um serviço de perguntas e respostas beta fechado. O serviço foi lançado ao público em 29 de julho de 2010. O Ask.com lançou seu aplicativo móvel de perguntas e respostas para o iPhone no final de 2010.
O Ask.com agora atinge cem milhões de usuários globais por mês por meio de seu site com mais de dois milhões de downloads de seu principal aplicativo móvel. A empresa também lançou aplicativos adicionais derivados de sua experiência de perguntas e respostas, incluindo Ask Around em 2011 e PollRoll em 2012.

### Desligamento do mecanismo de pesquisa
Em 2010, o Ask.com abandonou a indústria de busca, ocasionando a perda de 130 empregos de engenharia de busca, porque não podia competir com motores de busca mais populares como o Google. No início do ano, o Ask lançou uma comunidade de perguntas e respostas para gerar respostas de pessoas reais, em vez de algoritmos de pesquisa, em seguida, combinou isso com seu repositório de perguntas e respostas, utilizando seu extenso histórico de dados de consulta arquivados para sites de pesquisa que fornecem respostas às perguntas pessoas tem.
Para evitar uma situação em que não houvesse respostas disponíveis em seus próprios recursos, a empresa terceirizou a um provedor de pesquisa terceirizado não identificado as correspondências de pesquisa online abrangentes que ela mesma havia reunido.

### Ask Sponsored Listings
Anteriormente o mecanismo de vendas diretas para o Ask.com, Ask Sponsored Listings não está mais disponível, tendo se fundido com Sendori, uma empresa operacional da IAC, em 2011.

## Detalhes corporativos

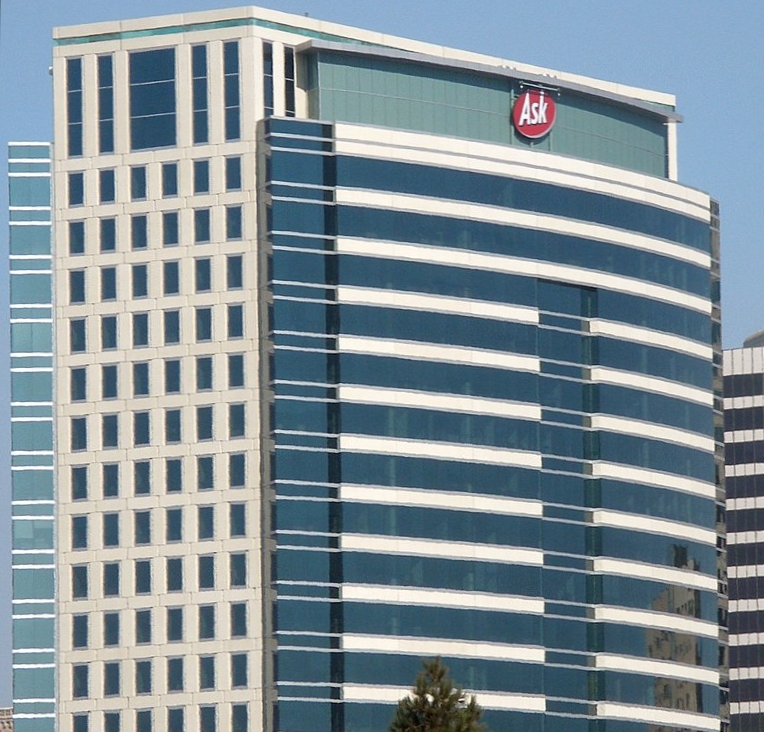
Sede da Ask.com em Oakland, Califórnia

As ações da Ask Jeeves, Inc. foram negociadas na bolsa de valores NASDAQ de julho de 1999 a julho de 2005, sob o símbolo ASKJ. Em julho de 2005, o ticker ASKJ foi retirado após a aquisição pela IAC, avaliando em 1,85 bilhão de dólares.
Em 2012, o Ask.com fez duas aquisições como parte de uma estratégia maior para oferecer mais conteúdo no site Ask.com. Em 2 de julho de 2012, o Ask.com comprou a start-up de descoberta de conteúdo nRelate, por um valor não revelado. Isso foi seguido pela aquisição da empresa de consultoria especializada e site de informações About.com, que foi encerrada em setembro de 2012.
Em 14 de agosto de 2014, a Ask.com adquiriu o popular site de rede social ASKfm, onde os usuários podem fazer perguntas a outros usuários, com a opção de anonimato. Em 14 de agosto de 2014, o Ask.fm tinha 180 milhões de usuários únicos mensais em mais de 150 países ao redor do mundo, com sua maior base de usuários nos Estados Unidos. Disponível online e como um aplicativo móvel, ASKfm gera cerca de vinte mil perguntas por minuto com aproximadamente 45% de seus usuários ativos mensais móveis fazendo login diariamente. Até o momento, o aplicativo móvel foi baixado mais de quarenta milhões de vezes.

## Marketing e promoção
Apostolos Gerasoulis, o co-criador da tecnologia de busca algorítmica Teoma do Ask, estrelou em quatro anúncios de televisão em 2007, exaltando as virtudes da utilidade do Ask.com para relevância da informação. Um balão de Jeeves apareceu no Macy's Thanksgiving Day Parade entre 2000-2004.
Após um hiato no marketing de massa para o consumidor, o Ask voltou à propaganda na TV no outono de 2011, após redirecionar seu site para perguntas e respostas. Em vez de publicidade nacional, o Ask se concentrou nos mercados locais. No verão de 2012, o Ask lançou uma campanha nacional de cinema, junto com outras táticas fora de casa em certos mercados, como Nova Iorque e Seattle.
Como parte de um esforço de mercado local com sede em Seattle, o Ask.com lançou sua campanha "You Asked We Answer" em 2012, na qual a empresa "respondeu" às principais reclamações dos residentes sobre morar em sua cidade, incluindo facilitar o deslocamento diário e tráfego do estádio, bem como manter abertas as piscinas rasas do departamento de parques e recreação locais.
O Ask.com se tornaria o mecanismo de busca oficial da NASCAR, sendo o principal patrocinador do No. 96 em 18 das primeiras 21 corridas e tinha o direito de aumentar para um total de 29 corridas naquela temporada. O carro do Ask.com estreou no Bud Shootout de 2009, onde não conseguiu terminar a corrida, mas posteriormente retornou com força, chegando a 5.º na corrida Shelby 427 de 1 de março de 2009 no Las Vegas Motor Speedway. A incursão do Ask.com na NASCAR representou a primeira instância de seu empreendimento no que chama de "Super Verticais".